# Rachlalm
Die Rachlalm (auch: Rachelalm, Großrachel-Alm oder Rahel-Alpe) ist eine Alm in Grassau.

## Bauten
Der Kaser der Rachlalm ist mit dem Jahr 1810 bezeichnet. Der Kaser ist aus Steinen gemauert und ab dem Kniestock aus Holz erbaut. Der Eingang befindet sich auf der östlichen Giebelseite, 1950 wurde das Gebäude renoviert. Zum Kaser gehört eine Unterstandshütte für Pferde.

## Heutige Nutzung
Die Rachlalm ist bestoßen und wird vom Besitzer, dem Bauern des Großrachlhofes in Grassau, in den Sommermonaten bewirtet.

## Lage
Die Rachlalm liegt im Gebiet der Grassauer Almen auf einer Höhe von 920 m ü. NN. Sie befindet sich unweit der Bergstation der Hochplattenbahn. Die nicht öffentlichen Zufahrtswege zur Hufnagel-, Pelzen- und Hefteralm führen über die Rachlalm.